# Dobczyce (gromada)
Dobczyce – dawna gromada, czyli najmniejsza jednostka podziału terytorialnego Polskiej Rzeczypospolitej Ludowej w latach 1954–1972.
Gromady, z gromadzkimi radami narodowymi (GRN) jako organami władzy najniższego stopnia na wsi, funkcjonowały od reformy reorganizującej administrację wiejską przeprowadzonej jesienią 1954 do momentu ich zniesienia z dniem 1 stycznia 1973, tym samym wypierając organizację gminną w latach 1954–1972.
Gromadę Dobczyce z siedzibą GRN w mieście Dobczyce (nie wchodzącym w skład gromady) utworzono 31 grudnia 1961 w powiecie myślenickim w woj. krakowskim z obszarów zniesionych gromad Dziekanowice i Stadniki.
30 czerwca 1962 do gromady Dobczyce przyłączono wieś Brzezowa z gromady Droginia, wieś Kornatka z gromady Raciechowice oraz wieś Stojowice z gromady Siepraw; z gromady Dobczyce wyłączono natomiast wieś Kwapinka włączając ją do gromady Raciechowice oraz wieś Stryszowa włączając ją do gromady Gdów.
W kwietniu 1969 dla gromady ustalono 22 członków gromadzkiej rady narodowej. 1 stycznia 1970 gromada składała się ze wsi: Brzezowa, Dziekanowice, Kędzierzanka, Kornatka, Niezdów, Nowa Wieś, Rudnik, Sieraków, Skrzynka, Stadniki i Stojowice.
Gromada przetrwała do końca 1972 roku, czyli do kolejnej reformy gminnej. Z dniem 1 stycznia 1973 roku utworzono gminę Dobczyce.